# Jöran Sparre (1611–1657)
Jöran Sparre, född 12 september 1611 på Örebro slott, död 5 april 1657 i Nyköping, var en svensk ämbetsman och landshövding. Han var son till Bengt Sparre av släkten Sparre och Kerstin Åkesdotter (Bååt).

## Biografi
Sparre blev 1646 den första svenska landsdomaren i Halland och var 1653–1657 landshövding i Södermanlands län. Hans säteri Hyltingsnäs i Hyltinge socken kom att kallas Sparreholms slott efter honom. Hans barn fick inte ärva honom eftersom han gift sig med en ofrälse kvinna, Anna Jönsdotter, som uppges ha varit ladugårdspiga.

### Familj
Sparre gifte sig med Anna Jönsdotter, dotter till kopparslagare. De fick tillsammans barnen Anna Sparre som var gift med vice häradshövdingen Johan Wintrosius i Närke, Christina Sparre som var gift med fogden Peder Svensson Leckander på Ramsjö och Carl Sparre (född 1654).